# Rheder (Brakel)
Rheder ist ein Ortsteil der ostwestfälischen Stadt Brakel im Kreis Höxter mit 280 Einwohnern (Stand 31. Dezember 2020). Der Ort war über Jahrhunderte als Rittersitz mit der Adelsfamilie von Mengersen verbunden.

## Geographie
Rheder liegt im Tal der Nethe an der Bundesstraße 252. Rheder gehört zum Kreis Höxter, dem östlichsten Kreis in Nordrhein-Westfalen. Tiefster Punkt des Ortsteiles ist das Flussbett der Nethe nahe Brakel bei rund 140 Meter über NN.

## Geschichte
Rheder gehörte seit der Gründung zur weltlichen Herrschaft des Bistums Paderborn, ursprünglich im Herzogtum Sachsen. Ab dem 14. Jahrhundert bildete sich das Territorium Hochstift Paderborn im Heiligen Römischen Reich, darin ab dem 16. Jahrhundert zum  niederrheinisch-westfälischen Reichskreis gehörig. Im Hochstift Paderborn gehörte Rheder zur Gografschaft Brakel. 1802/03 wurde das Hochstift vom Königreich Preußen vorübergehend in Besitz genommen und 1807 fiel der Ort an das Königreich Westphalen. Dort gehörte Rheder zum Kanton Gehrden im Distrikt Höxter des Departements der Fulda. Rheder fiel 1813 wieder an Preußen, kam 1816 zum neuen Kreis Brakel und gehörte seit 1832 zum Kreis Höxter, in dem die Gemeinde zum Amt Brakel gehörte. Am 1. Januar 1970 wurde Rheder durch das Gesetz zur Neugliederung des Kreises Höxter in die Stadt Brakel eingegliedert.

## Kultur und Sehenswürdigkeiten

### Bauwerke

#### Pfarrkirche St. Katharina

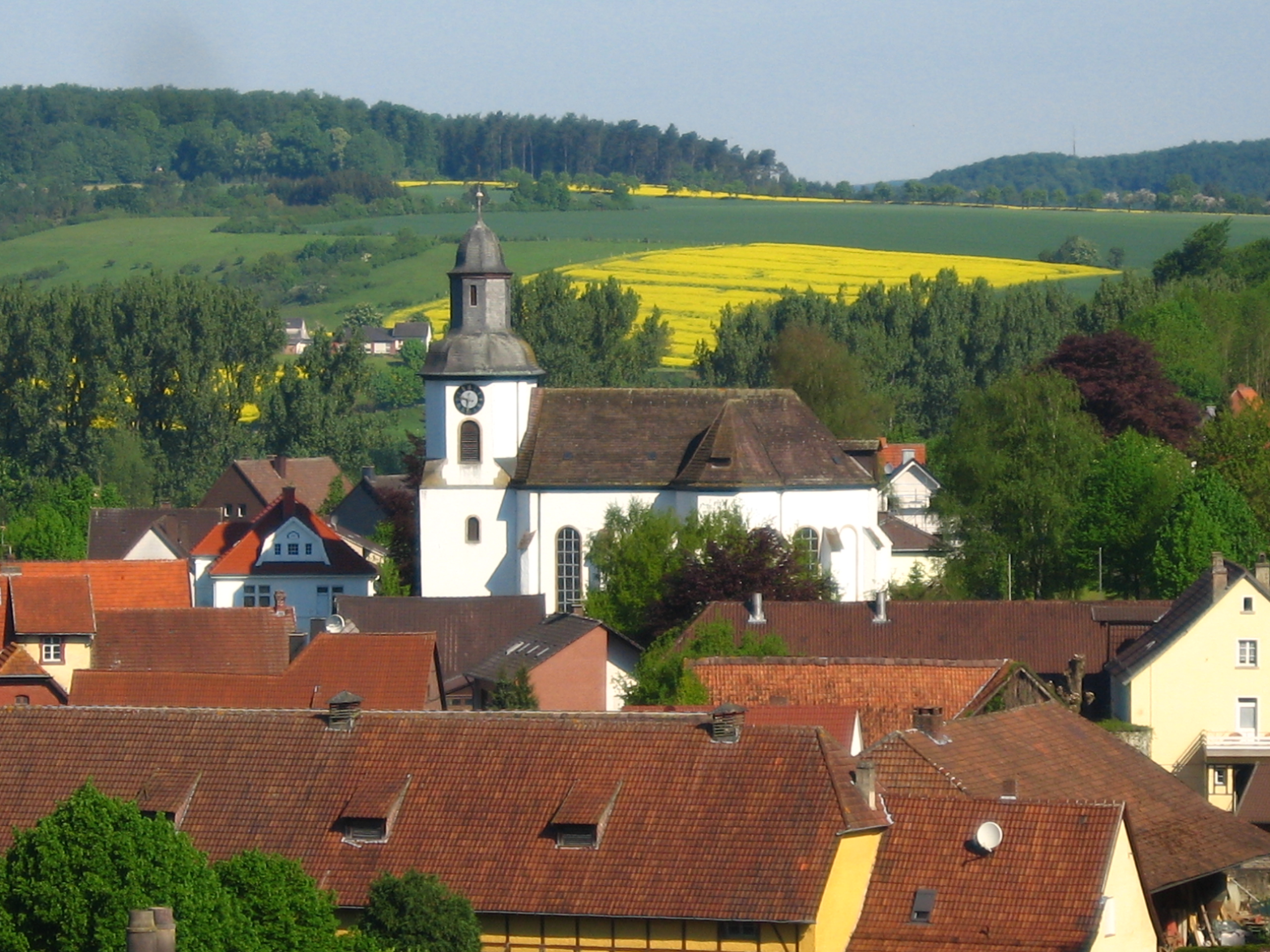
Kirche St. Katharina von der Borg aus gesehen

Erbaut wurde die kath. Pfarrkirche St. Katharina 1716 wahrscheinlich von Gottfried Laurenz Pictorius im Auftrag von Burkard von Mengersen, wobei Johann Conrad Schlaun die Vollendung des Bauwerks übertragen wurde. Das Mittelbild des Hochaltars stammt von Johann Martin Pictorius (1718) und zeigt die Heilige Familie. Ferner findet sich ein Gemälde des Paderborner Malers Anton Joseph Stratmann: "Vision des hl. Johannes von Matha und des sel. Felix von Valois" (südlicher Triumphbogenpfeiler). Auf der rechten Seite im Innenraum befindet sich das Epitaph für Hermann von Mengersen aus dem Jahr 1585.
Die Orgel wurde 1692 erbaut. Der Orgelbauer ist unbekannt. Nach mehreren Umbauten und Erweiterungen wurde das Instrument 2003 weitgehend in den Ursprungszustand zurückversetzt. Das historische Pfeifenmaterial ist weitgehend erhalten, ebenso wie das Orgelgehäuse und die Windladen. Das Instrument hat 9 Manualregister (Principal 8′, Salicional 8′, Gambe 8′, Gedackt 8′, Octav 4′, Gedackt 4′, Octav 2′, Quinte 11/3′ und Mixtur III) und ein Pedalregister (Subbass 16′).

#### Schloss Rheder

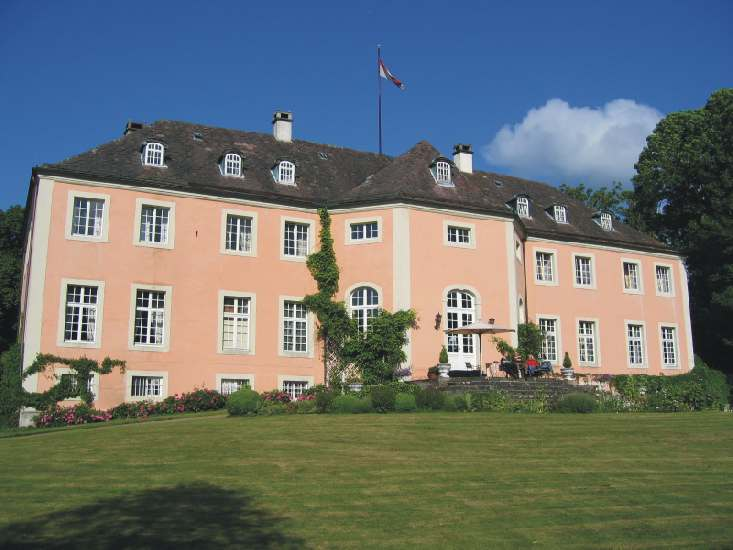
Schloss Rheder von der Nethe aus gesehen

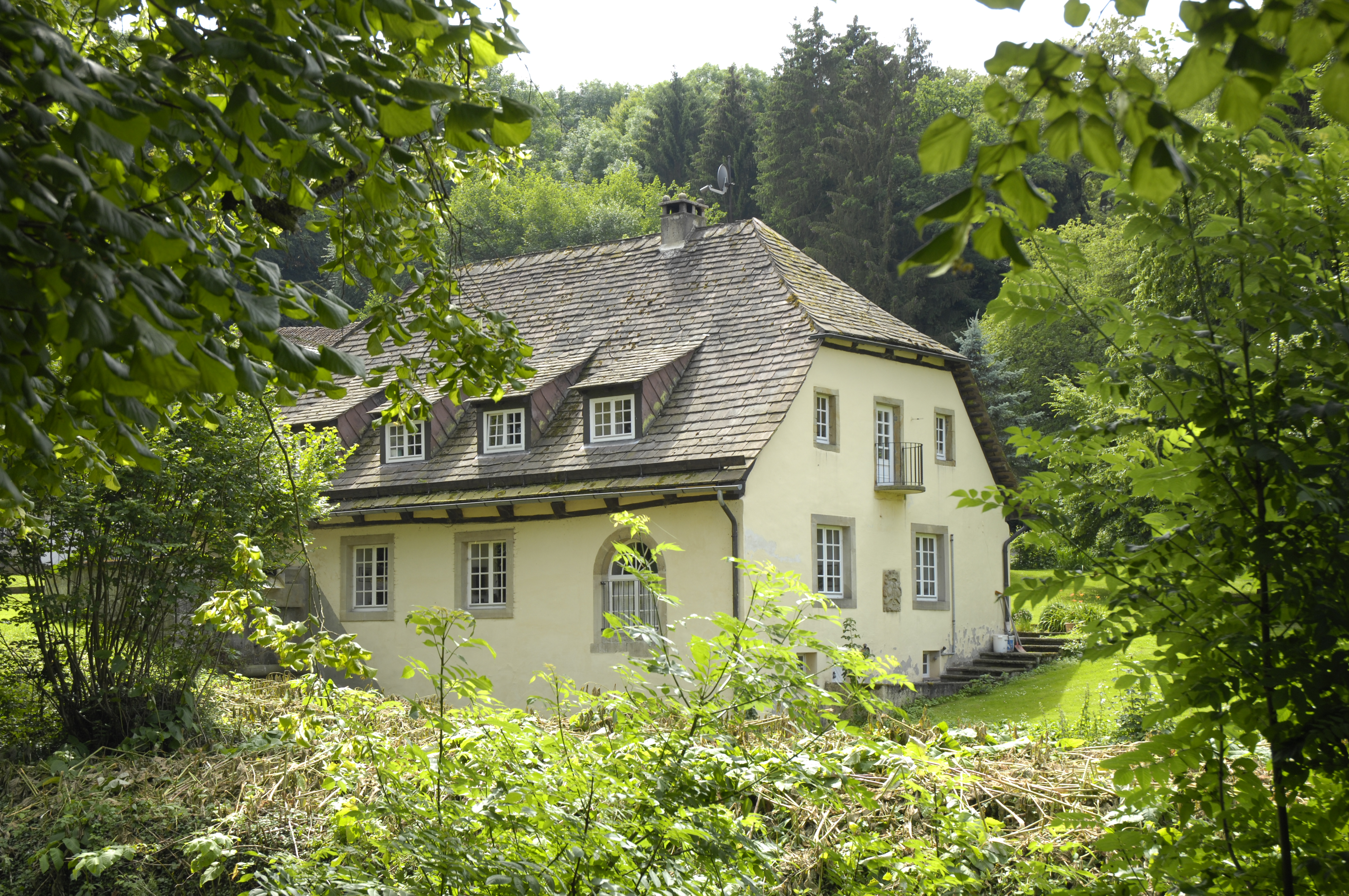
Alte Mühle am Schloss Rheder

Das Schloss Rheder, Stammsitz der Familie Mengersen wurde im Jahr 1750 erbaut und befindet sich zwischen der Nethe im Westen und der Vorburg im Osten, in der sich die Brauerei befindet.

#### Antoinettenburg

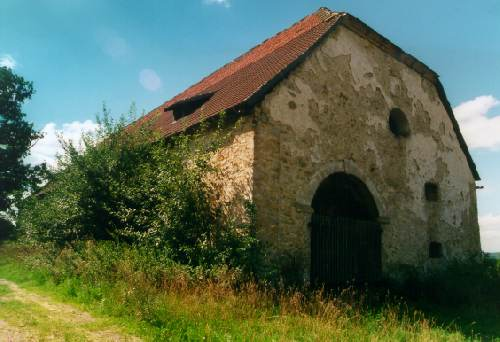
Antoinettenburg zwischen Rheder und Erkeln

Das zwischen Rheder und Erkeln auf dem Herzberg gelegene Vorwerk wurde nach Sophie-Antoinette geb. Freiin Spiegel zum Desenberg benannt. Im Volksmund wird dieses Gebäude Nettenburg genannt.

### Trompetersprung

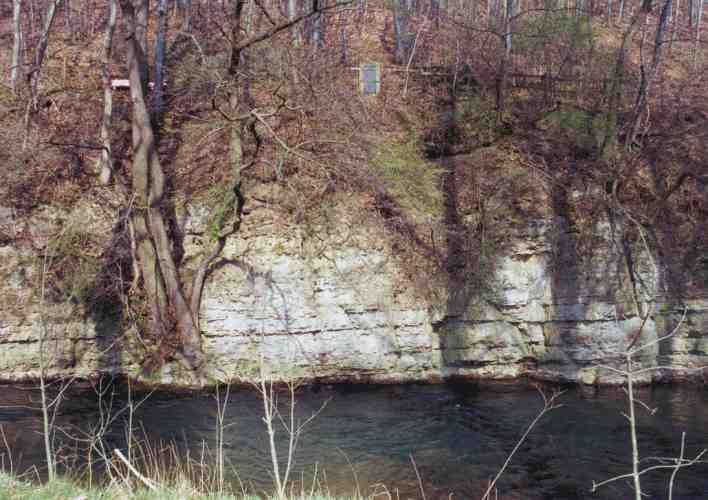
Trompetersprung in Rheder

Der Trompetersprung, eine abschüssige Felswand oberhalb der Nethe in Richtung Brakel, wird im Volksmund mit einer Sage aus dem Dreißigjährigen Krieg verbunden. Ein von Adolf Freiherr Spiegel von und zu Peckelsheim gestifteter Gedenkstein mit Bronzeplatte wurde an dieser Stelle errichtet. Die Sage lautet:
In jener Zeit, da Raub und Haß und Schwert,

Dreimal zehn Jahre das Deutsche Vaterland verheert

Da lebt in Rheders stiller Hütte

Ein Mann in seiner Kindermitte,

Der Behler hieß, der redlich und mit Fleiß

Die seinen nährt, er war ein bied´rer Greis.

Einst riß ihn aus der Gattin Arm

Der Feinde wilde Reiterschwarm

Schon stand das Dorf in voller Glut

Vergossen war der Armen Blut.

Als Mann sprach Behler, fleht und bat,

Abwendend klug noch manche böse Tat.

Da ward ihm Feind der schwarzen Taten schwärzester Täter,

Ein Bösewicht, er dient dem Feinde als Trompeter.

Sein Harnisch deckt ein Tigerherz.

Raub ward ihm Lust und Morden Scherz.

Voll Wut griff er des Greises Hand

Und an des Rosses Schweif ihn band

Als wollt er ihn zur größ´ren Qual

Totschleifen über Berg und Tal.

Doch plötzlich wärmte Jünglingsblut

Des braven alten Landmanns Mut.

Er riß sich los mit starker Hand

Und hier an diesem Abgrundsrand,

Stieß er hinab mit kräft´gem Stoß

Den Wüterich und sein schnaubend Roß.

So ward der kühne Mut des Mannes höchster Schatz

Durch ihn geweiht, heißt noch "Trompetersprung" der Platz.

Oft, in stiller Mitternacht,

Wenn hier der Wand´rer einsam wacht,

Wenn horchend holden Nachtigallen

Er auch der Welle lauscht, die sich am Felsen bricht,

Dann hört er banges Sterbelallen

Es ist der Geist von jenem Bösewicht

Oft klingt es wie Trompetenklang

Und oft wie Uhu´s Grabgesang.
Das Gedicht stammt von Pfarrer Joh. Franziskus Springer († 1814).

## Wirtschaft
In Rheder befindet sich die über 300-jährige Schloßbrauerei Rheder mit ca. 15 Mitarbeitern. Gegründet wurde sie im Jahr 1686. Jährlich werden in dieser Brauerei 30.000 Hektoliter gebraut. Dazu zählen Rheder-Pils, Rheder-Export, Husaren-Trunk, Annen-Dunkel, Bock und Doppelbock. Die Braugerste wird im angeschlossenen Gut angebaut. Zum Gut zählen 2,3 km² landwirtschaftliche Fläche und 4,7 km² Wald.